# Ле Кверче (Сијена)
Ле Кверче је насеље у Италији у округу Сијена, региону Тоскана.
Према процени из 2011. у насељу је живело 19 становника. Насеље се налази на надморској висини од 307 м.